# 鹽田

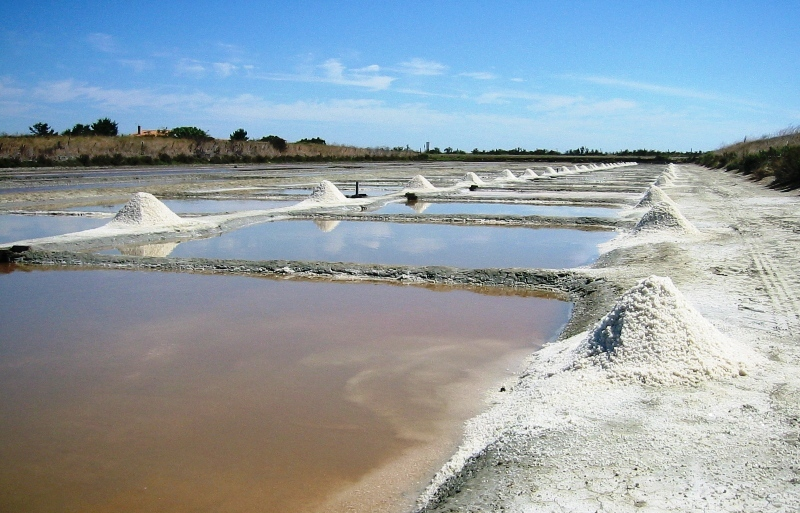
法國雷島的鹽田

鹽田是一種在鹽鹼地利用太陽能蒸發鹵水中的水分，以取得鹽的結晶的設施，在臺灣又稱為「鹽灘」、「鹽埕」（閩南語，包括潮州話）。而由於鹽田是仰賴太陽能來運作的，所以通常採行於有明顯乾季的地區，以避免日曬不足或中途遭到雨水的破壞。

## 結構
鹽的製造過程主要是採鹵與蒸煮兩大步驟，而鹽田的各個結構即是為了完成這些步驟而作的土地配置。鹽田結構基本上可分為蓄水區、蒸發區與結晶區三個部分。
蓄水區的功能是在蒐集與沉澱海水，以作為製造飽和鹵水的材料，其大小不定，通常是以蒸發區與結晶區分配後剩的土地來充當。蒸發區是製作飽和鹵水的地方，一般來說在這裡的鹵水得達到波美25°才會注入結晶池中。而結晶區是在蒸煮飽和鹵水以析出氯化鈉的地方，而在結晶池旁會置有鹵缸以保存高濃度鹵水，以便雨後能迅速復晒。

## 種類

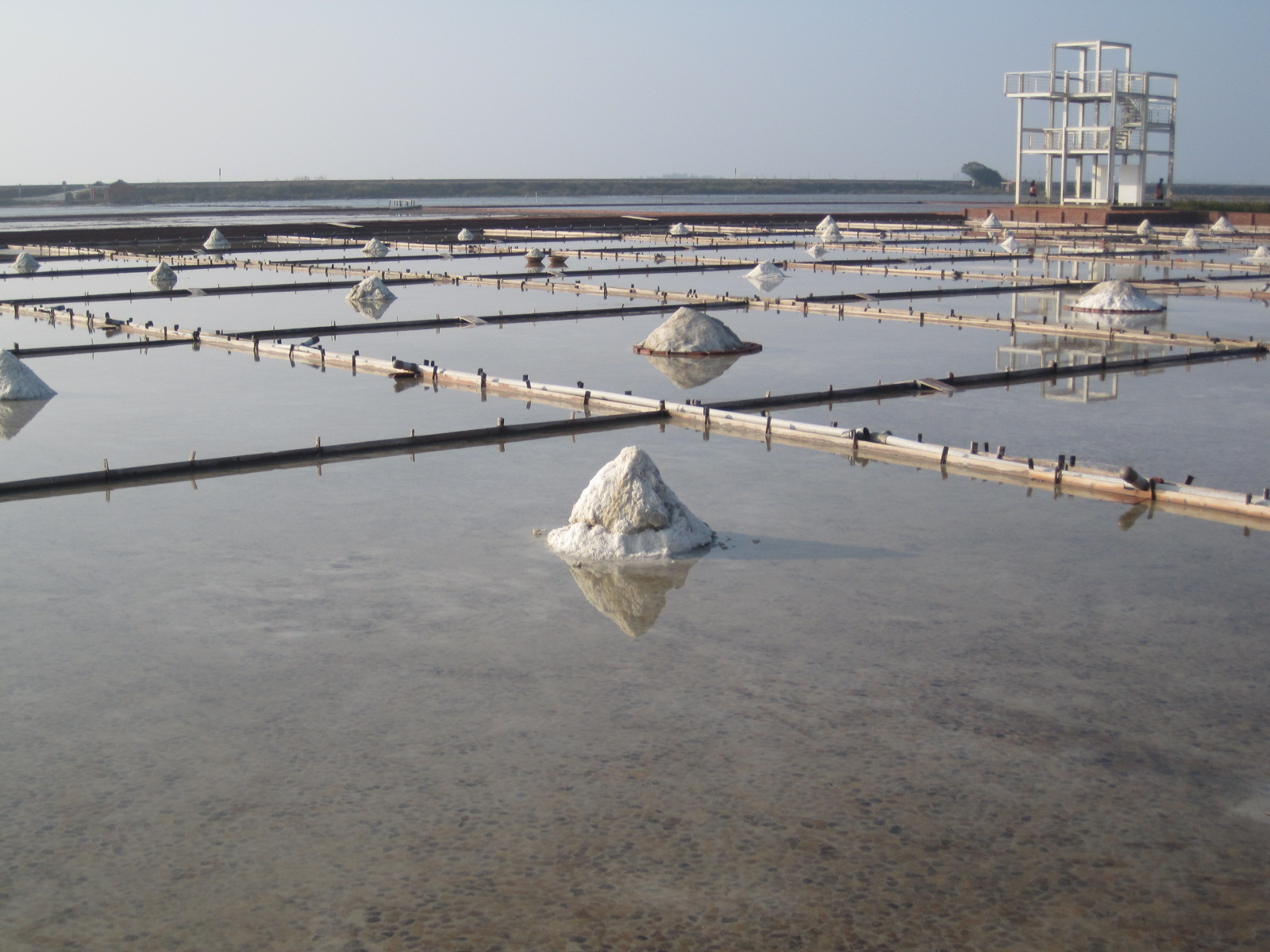
臺灣臺南市北門區的井仔腳鹽田（瓦盤鹽田）

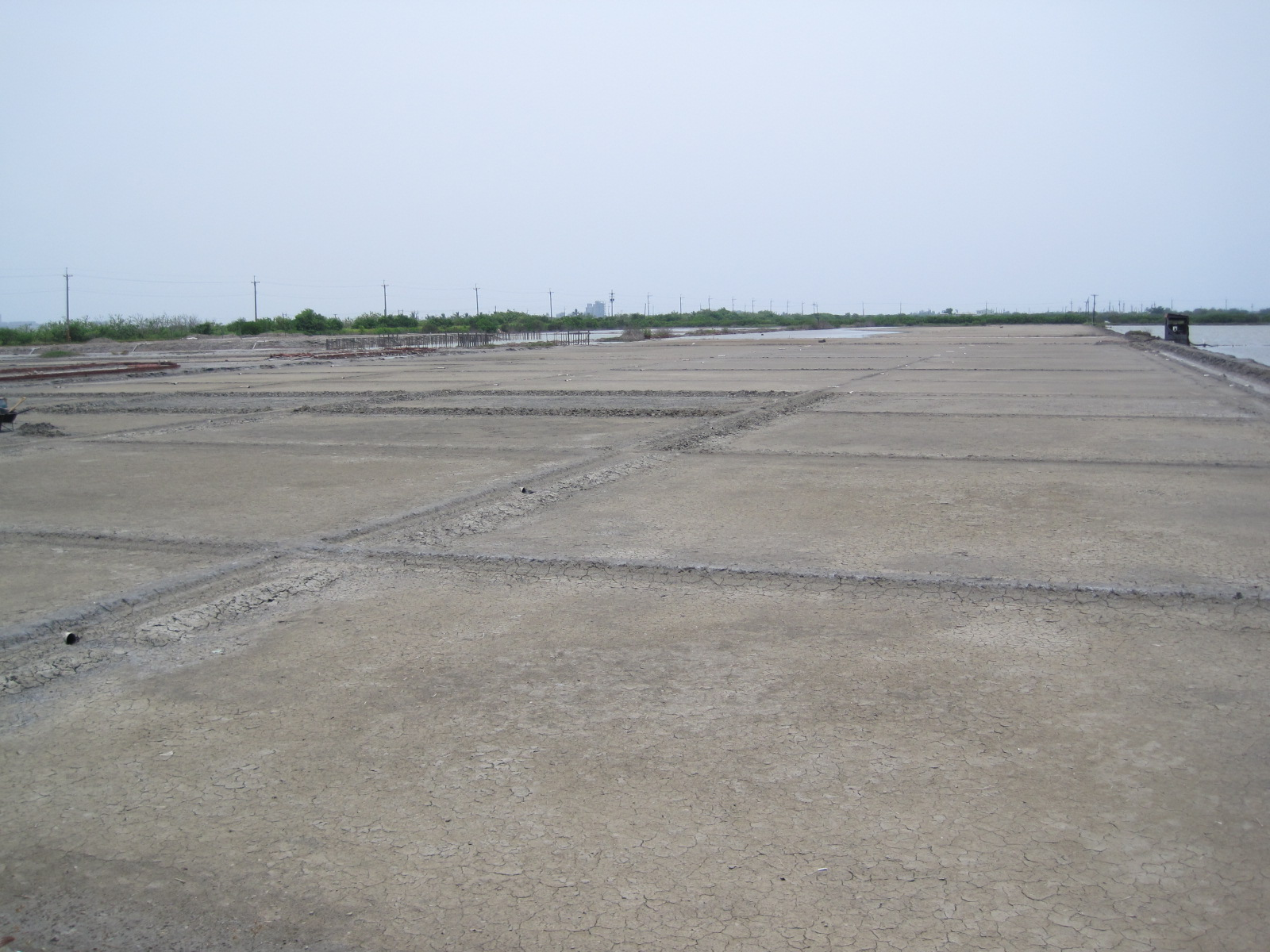
臺灣臺南市安南區的安順鹽田（土盤鹽田）

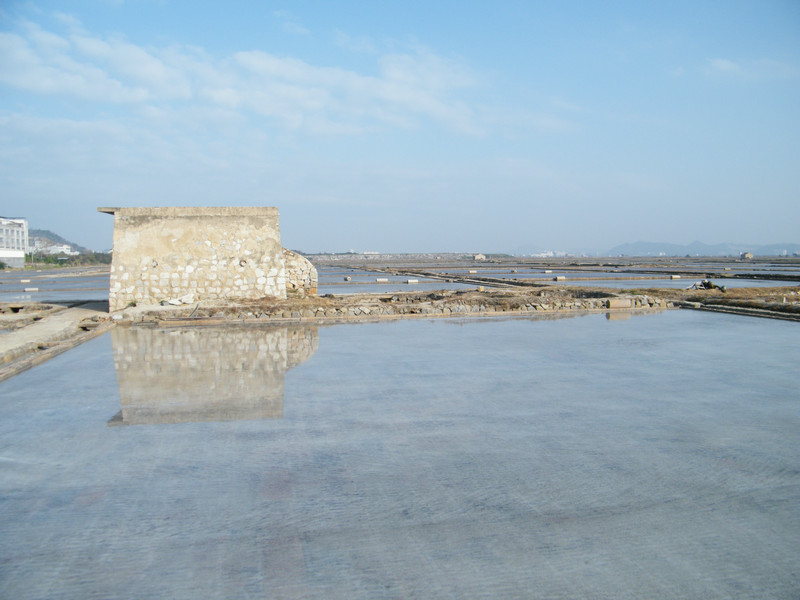
廣東汕頭市濠江區青洲鹽場的鹽埕 2011.2.7

鹽田的種類可依據結晶池鋪面、採鹵方式和土地配置的型式來分類：

### 結晶池鋪面
結晶池是曬鹽的終點，是鹽粒形成的地方，而依其鋪面材質，可將鹽田區分為：
- 瓦盤鹽田：瓦盤鹽田是一種以厚約6公厘的破缸片作為結晶池鋪面的鹽田。這一類型的鹽田優點在於缸片較易吸收輻射熱，所以鹽的結晶形成較快，單位面積產量高，此外鹽品的色澤也較佳，而鹵水也不易滲透，整修上也較省時。但此類鹽田也有因為結晶過快而使得雜質不易釋出，所以品質較差的缺點，而由於這類型鹽田的面積較小，所以成本也較高[2][1]。
- 土盤鹽田：土盤鹽田的結晶池鋪面是「沙土」與「黏土」以6：4的比例混合打漿再滾壓而成的「蓋面土」。這一類的鹽田優點是結晶較慢而能讓鎂、鈣等令食鹽變苦的雜質釋出，品質較優，而且因為面積大，成本較低。不過其缺點便是會有鹵水滲透問題，而且成鹽時間較長，色澤也較差，另外在收鹽三到四次之後，便得清理整修[2][1]。

### 採鹵方式
鹵指的是鹵水，是比「鹹水」鹽度濃度更高的水。而依照製成鹵水的方式，鹽田可區分為：
- 淋鹵式鹽田：此類鹽田又名「沙漏式鹽田」[註 2]，是由沙埕、沙漏池、鹵缸與結晶池四部分組成。其作業流程須先將海水引入沙埕，再翻耙沙泥加注海水曝晒來提高鹹沙的含鹵量，之後再將這些鹽沙裝入沙漏池裡，以海水淋濾沙漏而得到鹵水。這些鹵水會被裝在鹵缸裡保存，再挑到坵盤裡晒成鹽[2]。
- 晒鹵式鹽田：此類鹽田又名「晒水式鹽田」，是將原有的晒沙田改成直接引用海水並晒成鹵水的「水坵」（蒸發池），再注入「坵盤」（結晶池）晒製成鹽的鹽田[2]。

### 土地配置
依鹽田土地配置情形，鹽田可分為：
- 分散式鹽田：分散式鹽田是指是指每一鹽田都具有從引水、蒸發到結晶等完整的生產設施，每一個鹽田自成一個獨立的作業單位[2]。
- 集中式鹽田：是指鹽場中的大蒸發池、小蒸發池與結晶池集中在一處的形式。這類鹽田在蒸發池製成鹵水後，會經由送鹵溝經由幫浦注入結晶區的集鹵溝，再分送到各個結晶池去晒[2]。

### 其他
- 機械化鹽田：機械化鹽田是指利用機械來協助收鹽的鹽田，一般來說結晶區約有一公頃左右，並採行深鹵厚晒的方式，讓鹽層積累到足夠的厚度以便機械採收時不至於收到結晶池表面的土。這類型鹽田適用於有明顯乾季的地區[2]。